# Штёксе
Штёксе (нем. Stöckse) — община в Германии, в земле Нижняя Саксония.
Входит в состав района Нинбург. Подчиняется управлению Штаймбке. Население составляет 1370 человек (на 31 декабря 2010 года). Занимает площадь 38,57 км².
| Год  | Население |
| ---- | --------- |
| 1990 | 1321      |
| 1995 | 1425      |
| 2000 | 1418      |
| 2005 | 1421      |
| 2010 | 1383      |